# Little Red Rooster
„Little Red Rooster“ (původně „The Red Rooster“) je píseň, kterou napsal Willie Dixon a poprvé ji nahrál Howlin' Wolf v roce 1961. Vedle Wolfa na její původní verzi hrál Hubert Sumlin na kytaru, Sam Lay na bicí, Dixon na kontrabas a Johnny Jones na klavír. V roce 1963 tuto píseň, již pod názvem „Little Red Rooster“, nazpíval Sam Cooke. Později se dočkala řady dalších coververzí, například od The Doors, Grateful Dead či The Rolling Stones.